# 北海道室蘭栄高等学校
北海道室蘭栄高等学校（ほっかいどうむろらんさかえこうとうがっこう、Hokkaido Muroran Sakae High School）は、北海道室蘭市にある公立（道立）の高等学校。

## 概要
校名は、前身である室蘭中学の創立が室蘭市栄町だったことによる。2017年に開校100周年を迎える。地元での略称は、'室栄栄校'（むろさか・えいこう・さかえこう）。
校訓は「質実剛健」。研究開発のスローガンは、「ものづくりひとづくりサイエンス」。ときに同じ胆振管内の私立高校、北海道栄高等学校と混同されることがあるが、同校との関連はない。
登別市や伊達市など、室蘭市外から通う生徒も多い。特に理数科には、苫小牧市や洞爺湖町、黒松内町等の遠方から通学する生徒も存在する。理数科を中心として、理数教育に熱心である。また理数科の進学実績は華々しく、毎年東京大学や北海道大学といった旧七帝大等の難関大学に数人合格している。2008年度からは北海道教育委員会より「医進類型指定校」、2009年度からは文部科学省よりスーパーサイエンスハイスクール(SSH)の指定を受けた。だが、2021年度のSSH認定がなされず、2021年4月現在当該校はSSHの指定校ではない。

## 沿革
- 1915年4月 - 庁立第七中学校を室蘭に設置することを決議される。
- 1917年4月 - 北海道庁立室蘭中学校として室蘭市栄町に開校、授業開始。
- 1928年11月19日 - 校歌制定。
- 1948年
  - 4月 - 学制改革により高等学校となり、北海道立室蘭高等学校となる。
  - 10月 - 定時制課程を開設。同時に鶴ケ崎と幌別に分校を設置。
- 1950年4月 - 男女共学制を実施し、北海道室蘭栄高等学校と改称。
- 1952年
  - 4月 - 幌別分校が独立し、幌別高等学校（登別高～2007年閉校）となる。
  - 11月 - 鶴ケ崎分校が室蘭市に移管され室蘭鶴ヶ崎高等学校として分離（1966年に室蘭啓明高となり1991年閉校）。
  - 12月22日 - 校歌制定。
- 1954年8月9日 - 昭和天皇、香淳皇后の行幸啓[1]。
- 1956年3月 - 家政科を設置。
- 1969年4月 - 普通科1学級を理数科に転科。
- 1970年4月 - 家政科を全て理数科に転科。定時制1学級減。
- 2006年4月 - 本校応援団の解散。
- 2007年4月 - 開校90周年を迎える。
- 2008年4月 - 北海道教育委員会より、「医進類型指定校」に指定される。
- 2009年4月 - 文部科学省より、「スーパーサイエンスハイスクール」に指定される。
- 2017年 - 開校100周年を迎える。
- 2021年 - SSH第三期申請が受理されず、SSH指定校認定を失う。

## 校歌
- 1928年に制定された旧校歌は、北原白秋作詞、山田耕作作曲によるものである。
- 1952年に制定された校歌は、土岐善麿作詞、信時潔作曲によるものである。

## 交通案内
- JR東室蘭駅東口 徒歩約10分
- 道南バス東町ターミナル 徒歩約1分（ターミナルの真裏）
- 道央自動車道を利用する場合、登別室蘭インターチェンジから車で約13分

## 著名な出身者

### 官僚
- 湯川盛夫 - 外交官、駐英大使
- 西原政雄 - 証券取引等監視委員会事務局長
- 松井巌 - 福岡高等検察庁検事長、最高検察庁刑事部長

### 学者
- 有澤恒夫 - キャリア研究、札幌国際大学教授
- 小林哲生 - 工学者、京都大学名誉教授
- 佐藤靖彦 - 工学者、早稲田大学教授、北海道大学客員教授
- 知里真志保 - アイヌ語学者、北海道大学名誉教授
- 中村睦男 - 法学者、第16代北海道大学総長、元法務省司法試験考査委員
- 森征一 - 法学者、慶應義塾大学名誉教授、元学校法人慶應義塾常任理事、元常磐大学学長
- 鴨下重彦 - 医学者、東京大学名誉教授、国立国際医療センター名誉総長
- 渡辺隆裕 ‐ 経済学者、東京都立大学教授
- 肥後正博 ‐ 東京大学大学院経済学研究科教授

### 文化
- 岩泉舞 - 漫画家
- 大村友樹 - 演奏家
- 掛川源一郎 - 写真家
- 篠原勝之 - 芸術家
- 諏訪敦 - 画家
- 八木義徳 - 芥川賞作家
- 高澤秀次 - 文芸評論家
- 田口清隆（映画・特技監督）
- 灘麻太郎 - 麻雀プロ
- 松木秀 - 歌人
- 松木創 - テレビディレクター、映画監督、脚本家
- 三浦大輔 - 劇作家
- 吉野茉莉（小説家）

### 芸能
- 安田顕 - 俳優、タレント、声優、スーツアクター、TEAM NACSメンバー
- Non - シンガーソングライター
- hiro:n - シンガーソングライター
- 夢輝のあ - 元宝塚歌劇団星組男役
- 奥野瑛太 - 俳優
- 松木創 - テレビディレクター
- 津村知与支 - 俳優
- 田口清隆 - 映画監督、特技監督
- 竹野留里 - 歌手

### マスメディア
- 品田公明 - 元NHKアナウンサー
- 久保さち子 - 元岡山放送アナウンサー
- 高橋美鈴 - NHKアナウンサー
- 堀伸浩 - NHKアナウンサー
- 西川賢 - 元テレビユー福島アナウンサー
- 野宮範子 - フリーアナウンサー、元北海道放送アナウンサー

### 軍人
- 国定謙男 - 海軍少佐